# جسم بروكمان

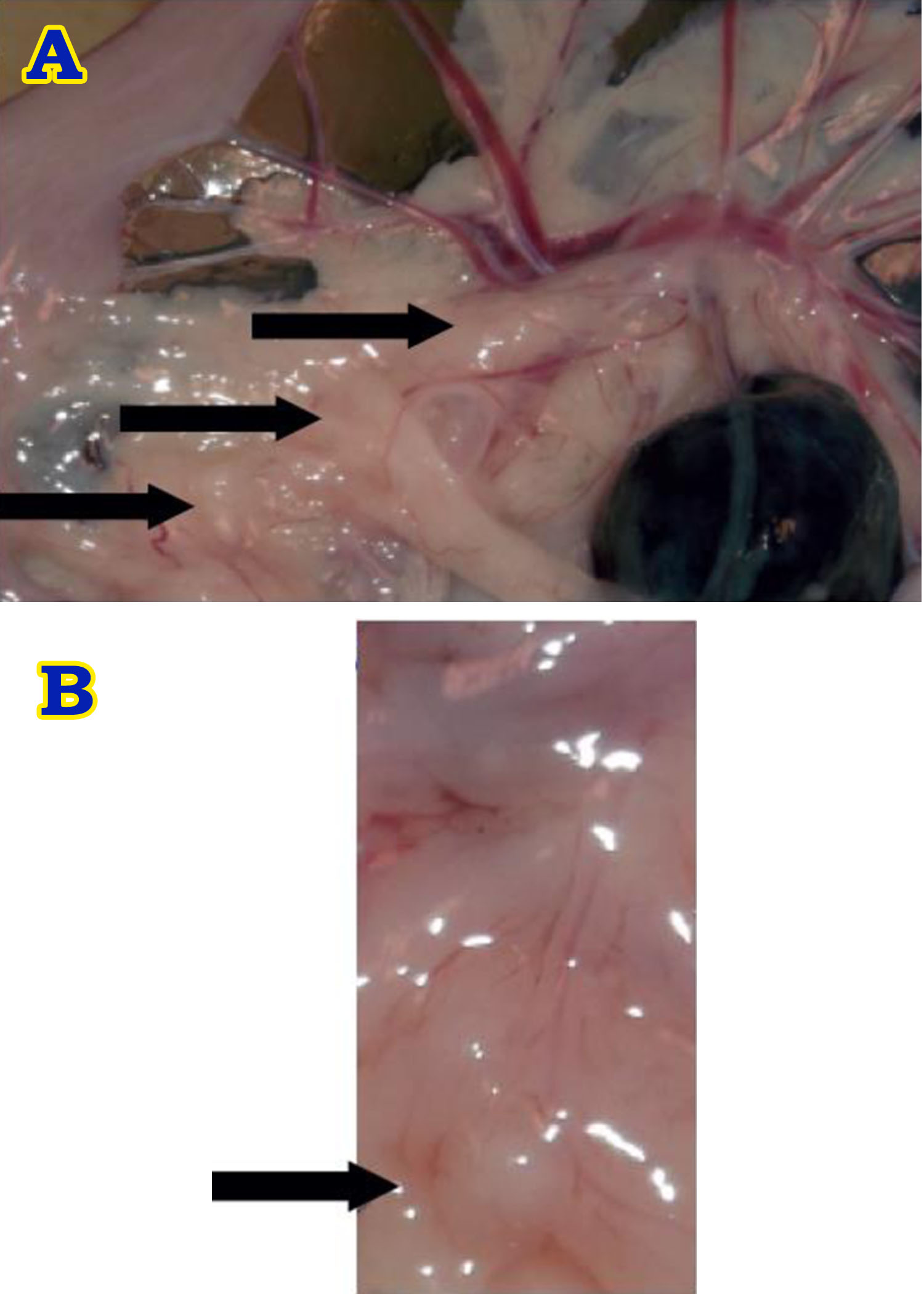
عَزَل جثث بروكمان مِنْ سَمَكَة الذِّئْب الْأَطْلَسِيَّة أ تَنْتَشِر أَنَسْجَة الْبَنْكِرْيَاس فِي المساريق الْأَسْهُم السَّوْدَاء ب يُشَار إِلَى جِسْم بروكمان بِسَهْم

جِسْم بروكمان (بالإنجليزية: Brockmann body)‏، هُوَ أحَد أَعْضَاء الْغُدَد الصَّمَّاء فِي بَعْض العُظَيمات وَيَتَكَوَّن مِنْ مَجْمُوعَة مِنْ أَنَسْجَة الْجَزِيرَة تَتَكَوَّن أَنَسْجَة الْجَزِيرَة بِدَوْرهَا مِنْ خَلَاَيَا الْغُدَد الصَّمَّاء الَّتِي تَعَدّ الْمَوَاقِع الرَّئِيسِيَّة لتخليق الْأَنْسُولِين. يَتِمّ تَوْزِيعهَا حَوْلَ الطِّحَال وَالْأَمْعَاء الْغَلِيظَة كَمَا أَنَّهَا تُفْرِز هُرْمُونَات أُخْرَى مِثْلُ الغلوكاجون والسوماتوستاتين. وَمَنْ ثُمَّ فَإِنَّ جِسْم بروشمان هُوَ مَرْكَز التَّحَكُّم فِي مُسْتَوَى الْجلُوكُوزِ فِي الدَّم فِي هَذِهِ الْأَسْمَاك يُنْتِج الغلوكاجون أَيْضًا مِنْ الْأَمْعَاء لَكِنَّ جِسْم بروكمان هُوَ الْمَصْدَر الرَّئِيسِيُّ زِيَادَة مُسْتَوَى الْجلُوكُوزِ تَحْفِز جِسْم بروكمان عَلَى إِفْرَاز الْأَنْسُولِين مَعَ تَثْبِيطِ الغلوكاجون يَثْبُط السوماتوستاتين الْمُنْطَلَق مِنْ جِسْم بروكمان الْخَلَاَيَا لِإِنْتَاج الْأَنْسُولِين والغلوكاجون بِالْإضَافَة إِلَى أَنَّهُ يَمْنُع إِفْرَاز هُرْمُون النُّمُوّ مِنْ الْغَدَة النُّخَامِيَّة. سَمِّي عَلَى اِسْم الطَّبِيب الألماني هاينريش بروشمان الَّذِي اِكْتَشَفهُ عَام 1848.
اِكْتَسَب جِسْم بروشمان اِهْتِمَامًا جَديدًا فِي الْبَحْث الطِّبِّيّ وَتَحْدِيدًا فِي إِدَارَة دَاء السُّكَّرِيِّ مِنْ النَّوْع الْأَوَّل، وَذَلِكَ لِأَنَّ الأنسجة سَهْلَة الْحِصَاد وَيُمْكِن اِسْتِخْرَاج الْأَنْسُولِين مِنْهَا بِسُهولَة بِالْإضَافَة إِلَى ذَلِكَ يُمْكِن للعُظَيمات أَنَّ تَجَدُّد أَنَسْجَة الْغُدَد الصَّمَّاء بَعْدَ الْحِصَاد وَالَّتِي تَنْطَوِي خصائصها عَلَى صُعُوبَة فِي الْإصَابَة بِمَرَض السُّكَّرِيِّ عِنْدَ الْإِنْسَان.

## بنية
جِسْم بروشمان النَّمُوذَجِيّ عَبَّارَة عَنْ كُتْلَة مِنْ الْعَقِيدَات الْبَيْضَاء ذَاتُ الْأَحْجَام الْمُخْتَلِفَة وَالَّتِي يَتَرَاوَح قُطْرهَا مِنْ 1 إِلَى 8 مم. تَتَكَوَّن الْعَقِيدَات مِنْ خَلَاَيَا مُتَعَدِّدَة الْأَضْلَاَع وَمَمْدُودَة. الْخَلَاَيَا مُغَلَّفَة بالأنسجة الضَّامَةَ. يَتِمّ فَصْلهُمَا إِلَى جزيرتين رَئِيسِيَّتَيْنِ: أَحَدّهُمَا يَقَع بِالْقُرْب مِنْ الطِّحَال وَالْآخِر يَقَع دَاخِل جِدَارِ الإثني عَشَّر عِنْدَ تَقَاطُع الْبَوَّاب. تَحْتَوِي كِلْتَا مَجْمُوعَتي الْجَزَر عَلَى الْأَنْسُولِين والغلوكاجون وببتيد YY والسوماتوستاتين، لَكِنَّ هَذِهِ الْبرُوتِينَاتُ لَا تُفْرِز إِلَّا فِي أَجْسَام بروكمان الْبَوَّابِيَّة. يَخْتَلِف تَسَلْسُل الأحماض الْأَمينِيَّة وَالْبِنْيَة الْأَوَّلِيَّة لِلْهُرْمُونَات اِخْتِلَاَفا طفيفًا عَنْ نَظِيرَاتهَا فِي الْفَقَارِيَّات الْعُلْيَا.